# 薬味
薬味（やくみ）とは、漢方薬および匂いの強い料理用の香味料のことを指す。

## 定義
1. 漢方薬：薬方（処方）を構成する個々の生薬のことである。単に味（み）ともいう。たとえば、葛根湯を構成する葛根・麻黄・桂枝・甘草などのことで、葛根湯は七つの薬味を使用して製造され、また七味の薬方などという。生薬には、酸・苦・甘・辛・鹹（かん、しおからい）の五味のうちの一つまたは二つ以上がそれぞれ定義されており、それらは薬効や配剤の上で意味を持つ。
2. 料理に少量添えて用いられる香りや味の強い香味料：欧米文化では緑葉のものをハーブといい、香辛料をスパイスという。本項目ではこれについて説明する。香味の強い食材は、毒消しや、強壮・健胃などの働きもある。料理に使われる薬味の中には、生薑（しょうきょう、しょうがのこと）、紫蘇（しそ）、蜀椒（しょくしょう、さんしょう）、桂枝（けいし、シナモン）など、漢方の薬味として用いられるものも多くある。

## 料理向けの薬味
香味料や香辛料として用いる果物や野菜、削り節などの総称。野菜は香味野菜などとも呼ばれ、果物は主に用いる柑橘類の種類を香酸かんきつとも分ける。動物性のものはかつお節やサクラエビなど水産食品が顕著である。用途は料理に少量加えることで、香りを添えて食欲をそそる効果を出す、あるいは料理に彩りを与えたり、味を引き締め深みを出すなどの目的で用いる。 また、香りや味だけでなく、薬膳的な効用にも配慮した使われ方がされている。
日本料理で薬味が用いられる料理としては、そば、うどん、冷奴、納豆、吸い物などがある。
薬味はこれら和風の料理以外に、中華料理でも、西洋料理でも使われている。朝鮮料理では、後から味付けに使う調味料との総称でヤンニョム（薬念）の名がある。
東南アジアでは、麺類やスープ、カレーなどに、薬味に相当する生野菜（ミント、コリアンダー、ドクダミの葉など）を投じて食べる習慣が普及している。

## 薬味の種類
野菜類ネギ、ニラ、タマネギ、ダイコン、セリ、ミツバ、シソ、蓼、木の芽、ショウガ、ミョウガ、ニンニク、ギョウジャニンニク、ワサビ、ホースラディッシュ、クレソン、パセリ、セロリ、コリアンダー、ミント、ドクダミ、ウイキョウ、ケッパー、バジル、ルッコラ、レモングラス、菊の花、貝割れ大根
海草類海苔、アオノリ、アオサ、ヒトエグサ、とろろ昆布
香辛料唐辛子、コショウ、カラシ（マスタード）、山椒の粉、花椒の粉、クミン、パプリカ、カルダモン、アニス、八角、ナツメグ、ターメリック、シナモン、ローリエ、陳皮
柑橘類レモン、ライム、ユズ、カボス、スダチ、シークヮーサー、ダイダイ
種子類ゴマ、ラッカセイ、クルミ、松の実、マカダミアナッツ
果実類梅干し、乾し葡萄、クコの実
動物性のもの削り節、サクラエビ、ちりめんじゃこ、魚粉
その他天かす、油揚げ、油条